# Meisterstraße 19, 21, 23

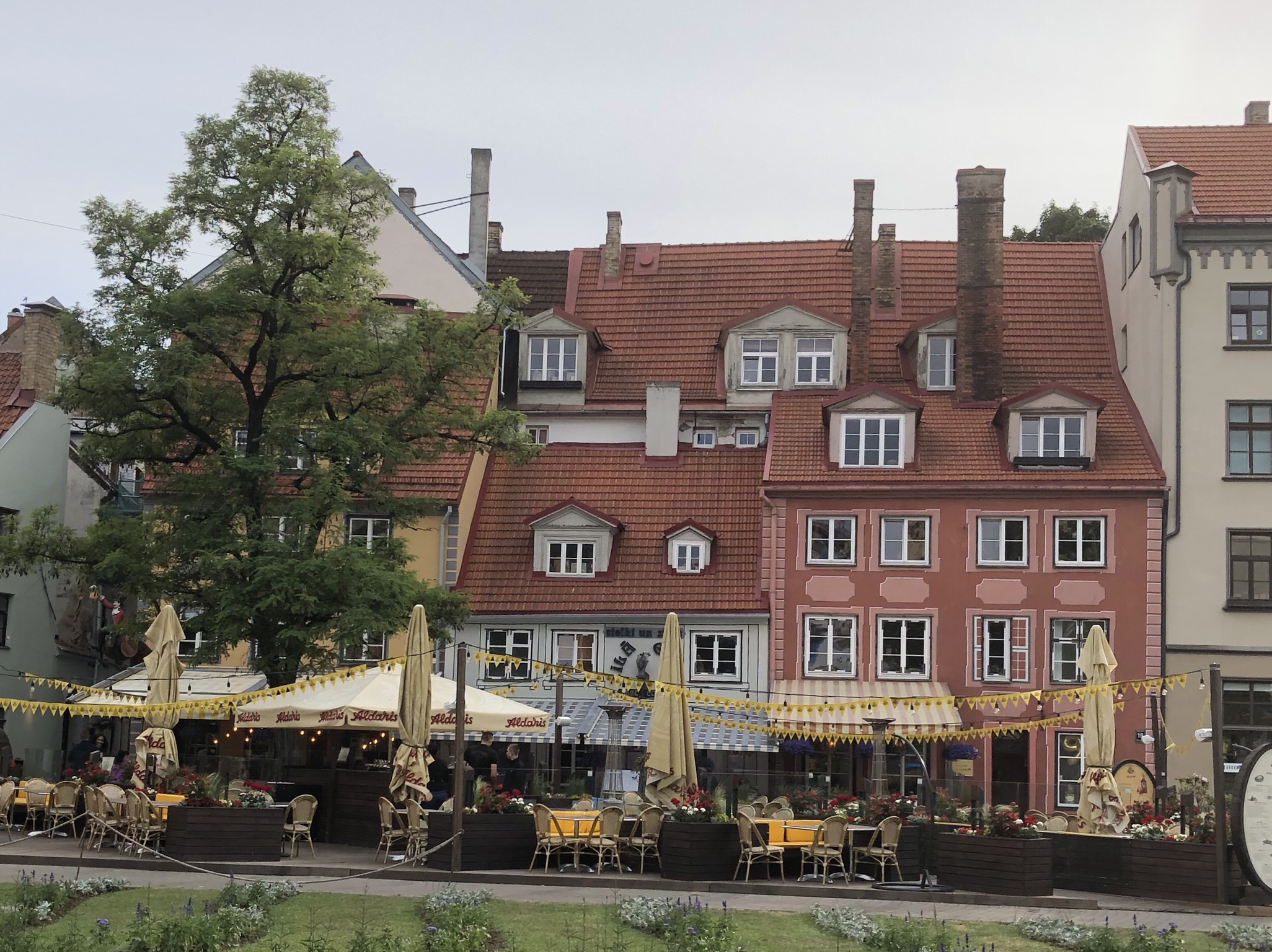
Häuser Meisterstraße 23, 21 und 19

Meisterstraße 19, 21, 23 (lettisch Meistaru iela 19, 21, 23) ist ein denkmalgeschützter Gebäudekomplex in der lettischen Hauptstadt Riga.
Er befindet sich in der Rigaer Altstadt auf der Westseite der Meisterstraße (Meistaru iela) in einer Ecklage an der südlich auf die Meisterstraße mündenden Stegstraße (Laipu iela). Etwas weiter nördlich steht die Kleine Gilde.
Die Gebäudesubstanz des aus drei in geschlossener Bauweise errichteten Häusern bestehenden Gebäudekomplexes entstand in der Zeit vom 13. bis zum 18. Jahrhundert. Im nördlichsten Haus der traufständig zur Straße stehenden Gebäudegruppe, Meisterstraße 19, befindet sich der Sitz der lettischen Lottogesellschaft.
Seit dem 29. Oktober 1998 ist der Komplex unter der Nummer 6555 im lettischen Denkmalverzeichnis eingetragen.